# Mimulicalyx
Mimulicalyx, monotipski biljni rod iz porodice Phrymaceae, dio je tribusa Mimuleae. Jedina vrsta je M. rosulatus, kineski endem iz Sichuana i Yunnan , >

## Opis
Zeljaste trajnice do 30 cm visine. Stabljike četverokutaste. Listovi nasuprotni, bazalni i u rozetama ili svi na stabljici. Grozdovi pazušni, nasuprotni, ponekad u složenim grozdovima. Stabljika mnogo duža od cvijeta. Brakteole odsutne. Čaška cjevasta, u plodu zvonasta, 5-rebrasta; režnjevi trokutasti, 1/3-1/2 duljine cijevi, rebra dopiru do vrha režnja. Vjenčić blijedoljubičast ili blijedocrven. Prašnika 4; lokule prašnika bazalno razdvojene. Stigma 2-režnjevita. Čahura duguljasta, ± stisnuta, emarginirana, lokulicidna, posteljica dilatirana. Sjemenke brojne, elipsoidne, ± stisnute, s prozirnom opnom. 

## Sinonimi
- Mimulicalyx paludigenus P.C.Tsoong ex D.Z.Li & J.Cai; Novon 15(2): 319 (2005)
- Mimulicalyx paludigenus P.C.Tsoong; Fl. Reipubl. Popularis Sin. 67(2): 400 (1979)